# Antonín Parmský
Antonín Parmský (29. listopadu 1679, Parma – 20. ledna 1731, Parma) byl osmý a poslední vévoda z Parmy a Piacenzy z rodu Farnese. V roce 1727 se s úmyslem zplodit dědice oženil s Enrichettou d'Este. Manželství však zůstalo bezdětné, což vedlo k nastoupení Karla Španělského, nejstaršího syna Alžběty Parmské, Antonínovy neteře, na vévodský trůn.

## Život
Antonín se narodil v Parmě jako syn parmského vévody Ranuccia II. a jeho druhé manželky Marie d'Este z Modeny. V osmnácti letech Antonín vyrazil na kavalírskou cestu po Evropě, se záměrem navázat kontakty u dvorů po celém kontinentu; za společenské události utratil 1 580 000 lir.

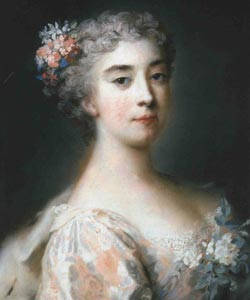
Enrichetta d'Este z Modeny, Antonínova manželka

Jako princ trávil většinu času u dvora svého bratrance, dědičného modenského prince, protože jeho švagrová Dorotea Žofie Falcko-Neuburská zrušila masky a další rozptýlení, ve kterých si Antonín liboval. Jako parmská residence mu sloužil zámek Sala, který horlivě rozšiřoval a renovoval. Zde Antonín pořádal okázalé večírky, na které chodila jeho oblíbenkyně a milenka, „pánovitá“ hraběnka Margherita Bori Giusti.

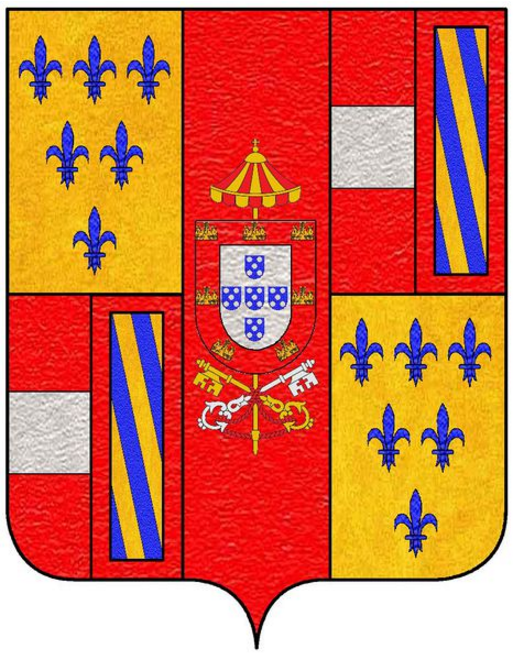
Antonínův erb jako parmského vévody

V únoru 1727 nastoupil po bratrově smrti na vévodský trůn, ale značně obézní Antonín měl pramalou chuť vládnout. Jeho požitkářský život nerušeně pokračoval: zůstal vzhůru celou noc, hodinu před úsvitem seděl na večeři, hrál faro a baset a denně navštěvoval salony hraběnky Bori. Jelikož neexistoval žádný dědic vévodství, státní tajemník hrabě Anvidi a hraběnka Bori donutili neochotného Antonína, aby se oženil s Enrichettou d'Este, sestrou jeho přítele, dědičného modenského prince. 21. července 1727 byla podepsána manželská smlouva. Antonínova nevěsta byla parmským lidem milována a Antonín se k ní choval vlídně. Manželství zůstalo, přes všechny Antonínovy snahy o početí, bezdětné.

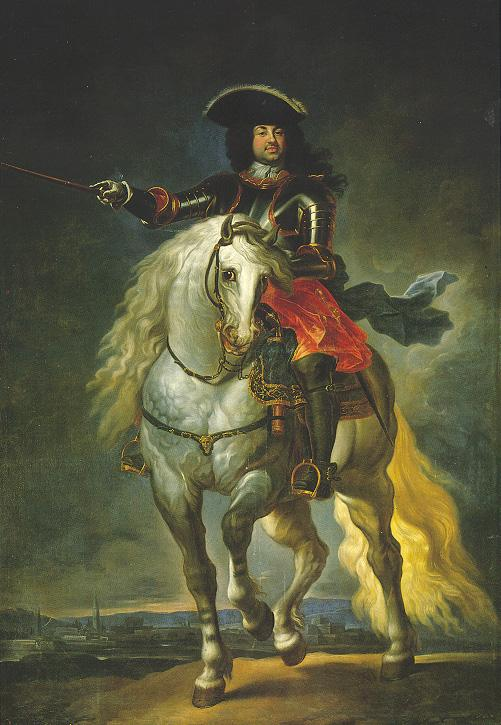
Antonín Farnese na koňském hřbetě, Ilario Spolverini

Španělsko, Francie, Velká Británie, Rakousko a Nizozemská republika stvrdili v Londýnské smlouvě (1718), že vymře-li mužská parmská linie, stane se dědicem vévodství nejstarší syn Alžběty Parmské a Filipa V. Španělského, infant Karel. Alžběta, která nevěřila, že smlouva zůstane v platnosti, získala v roce 1729 francouzské povolení k rozmístění 6 000 španělských vojáků v Parmě. Francie dále souhlasila, že zavrhne požadavek císaře Svaté říše římské Karla VI. na svrchovanost nad vévodstvím. Rozhořčený Karel VI. reagoval umístěním 40 000 vojáků ve svém milánském vévodství severně od Parmy. Uprostřed diplomatických šarvátek Antonín 20. ledna 1727 zemřel, zdánlivě na uvaření, způsobené podle současníka tím, že často nosil „paruku, ve které mu bylo příliš horko“.
Šest dní po jeho smrti napochodovali do vévodství rakouští vojáci, se záměrem zůstat tam, dokud Španělsko znovu nepodepíše podmínky Londýnské smlouvy. Brzy se však zjistilo, že Antonínova závěť zanechala zemi „těhotnému břichu mé ženy“. Následoval diplomatický rozruch. Papež Klement XII., král Francie a Alžběta Parmská zpochybnili Enrichettino těhotenství. Měli pravdu: Rakousko přesvědčilo Enrichettu, že je těhotná, aby udrželo Bourbony mimo Itálii dostatečně dlouho na to, aby obsadilo Parmu. Když Španělsko a Rakousko zjistily, že ve skutečnosti Enrichetta není těhotná, odložily své neshody, aby nezhoršily „nejistý stav evropských záležitostí“. Následné sblížení znamenalo usednutí Karla Španělského na vévodský trůn jako vazala císaře. V roce 1735, když Karel z parmského trůnu odstoupil, odvezl s sebou z vévodství do Neapole, kde usedl na trůn, všechny poklady rodu Farnese, včetně několika děl od Correggia, vévodskou knihovnu a archivy.

## Vývod z předků
|                 |                            |  |               |                                 |  |  |  |  |  |  |  | Alessandro Farnese |
|                 |                            |  |               |                                 |  |  |  |  |  |  |  |                    |
|                 | Ranuccio I. Farnese        |  |               |                                 |  |  |  |  |  |  |  |                    |
|                 |                            |  |               |                                 |  |  |  |  |  |  |  |                    |
|                 |                            |  |               | Marie z Guimarães               |  |  |  |  |  |  |  |                    |
|                 |                            |  |               |                                 |  |  |  |  |  |  |  |                    |
|                 | Odoardo I. Farnese         |  |               |                                 |  |  |  |  |  |  |  |                    |
|                 |                            |  |               |                                 |  |  |  |  |  |  |  |                    |
|                 |                            |  |               | Giovanni Francesco Aldobrandini |  |  |  |  |  |  |  |                    |
|                 |                            |  |               |                                 |  |  |  |  |  |  |  |                    |
|                 | Markéta Aldobrandini       |  |               |                                 |  |  |  |  |  |  |  |                    |
|                 |                            |  |               |                                 |  |  |  |  |  |  |  |                    |
|                 |                            |  |               | Olimpia Aldobrandini            |  |  |  |  |  |  |  |                    |
|                 |                            |  |               |                                 |  |  |  |  |  |  |  |                    |
|                 | Ranuccio II. Farnese       |  |               |                                 |  |  |  |  |  |  |  |                    |
|                 |                            |  |               |                                 |  |  |  |  |  |  |  |                    |
|                 |                            |  |               | Ferdinand I. Medicejský         |  |  |  |  |  |  |  |                    |
|                 |                            |  |               |                                 |  |  |  |  |  |  |  |                    |
|                 | Cosimo II. Medicejský      |  |               |                                 |  |  |  |  |  |  |  |                    |
|                 |                            |  |               |                                 |  |  |  |  |  |  |  |                    |
|                 |                            |  |               | Kristina Lotrinská              |  |  |  |  |  |  |  |                    |
|                 |                            |  |               |                                 |  |  |  |  |  |  |  |                    |
|                 | Markéta Medicejská         |  |               |                                 |  |  |  |  |  |  |  |                    |
|                 |                            |  |               |                                 |  |  |  |  |  |  |  |                    |
|                 |                            |  |               | Karel II. Štýrský               |  |  |  |  |  |  |  |                    |
|                 |                            |  |               |                                 |  |  |  |  |  |  |  |                    |
|                 | Marie Magdalena Habsburská |  |               |                                 |  |  |  |  |  |  |  |                    |
|                 |                            |  |               |                                 |  |  |  |  |  |  |  |                    |
|                 |                            |  |               | Marie Anna Bavorská             |  |  |  |  |  |  |  |                    |
|                 |                            |  |               |                                 |  |  |  |  |  |  |  |                    |
| Antonín Parmský |                            |  |               |                                 |  |  |  |  |  |  |  |                    |
|                 |                            |  |               |                                 |  |  |  |  |  |  |  |                    |
|                 |                            |  | Cesare d'Este |                                 |  |  |  |  |  |  |  |                    |
|                 |                            |  |               |                                 |  |  |  |  |  |  |  |                    |
|                 | Alfons III. d'Este         |  |               |                                 |  |  |  |  |  |  |  |                    |
|                 |                            |  |               |                                 |  |  |  |  |  |  |  |                    |
|                 |                            |  |               | Virginie Medicejská             |  |  |  |  |  |  |  |                    |
|                 |                            |  |               |                                 |  |  |  |  |  |  |  |                    |
|                 | František I. d'Este        |  |               |                                 |  |  |  |  |  |  |  |                    |
|                 |                            |  |               |                                 |  |  |  |  |  |  |  |                    |
|                 |                            |  |               | Karel Emanuel I. Savojský       |  |  |  |  |  |  |  |                    |
|                 |                            |  |               |                                 |  |  |  |  |  |  |  |                    |
|                 | Isabela Savojská           |  |               |                                 |  |  |  |  |  |  |  |                    |
|                 |                            |  |               |                                 |  |  |  |  |  |  |  |                    |
|                 |                            |  |               | Kateřina Michaela Španělská     |  |  |  |  |  |  |  |                    |
|                 |                            |  |               |                                 |  |  |  |  |  |  |  |                    |
|                 | Marie d'Este               |  |               |                                 |  |  |  |  |  |  |  |                    |
|                 |                            |  |               |                                 |  |  |  |  |  |  |  |                    |
|                 |                            |  |               | Alessandro Farnese              |  |  |  |  |  |  |  |                    |
|                 |                            |  |               |                                 |  |  |  |  |  |  |  |                    |
|                 | Ranuccio I. Farnese        |  |               |                                 |  |  |  |  |  |  |  |                    |
|                 |                            |  |               |                                 |  |  |  |  |  |  |  |                    |
|                 |                            |  |               | Marie z Guimarães               |  |  |  |  |  |  |  |                    |
|                 |                            |  |               |                                 |  |  |  |  |  |  |  |                    |
|                 | Marie Kateřina Farnese     |  |               |                                 |  |  |  |  |  |  |  |                    |
|                 |                            |  |               |                                 |  |  |  |  |  |  |  |                    |
|                 |                            |  |               | Giovanni Francesco Aldobrandini |  |  |  |  |  |  |  |                    |
|                 |                            |  |               |                                 |  |  |  |  |  |  |  |                    |
|                 | Markéta Aldobrandini       |  |               |                                 |  |  |  |  |  |  |  |                    |
|                 |                            |  |               |                                 |  |  |  |  |  |  |  |                    |
|                 |                            |  |               | Olimpia Aldobrandini            |  |  |  |  |  |  |  |                    |
|                 |                            |  |               |                                 |  |  |  |  |  |  |  |                    |